# Robert Latimer
 (février 2025).
Si vous disposez d'ouvrages ou d'articles de référence ou si vous connaissez des sites web de qualité traitant du thème abordé ici, merci de compléter l'article en donnant les références utiles à sa vérifiabilité et en les liant à la section « Notes et références ».
Pour les articles homonymes, voir Latimer.
 (août 2022).
Robert William « Bob » Latimer (né le 13 mars 1953) est un producteur canadien de canola et de blé qui a été reconnu coupable de meurtre au deuxième degré à la suite de la mort de sa fille Tracy (23 novembre 1980 - 24 octobre 1993). Cette affaire a déclenché une controverse nationale sur la définition et l'éthique de l'euthanasie ainsi que sur les droits des personnes handicapées, et a conduit à deux décisions de la Cour suprême, R. c. Latimer (1997), sur l'article 10 de la Charte canadienne des droits et libertés, puis R. c. Latimer (2001), sur les peines cruelles et inhabituelles en vertu de l'article 12 de la Charte. Latimer a été mis en semi-liberté en mars 2008 et a obtenu la libération conditionnelle totale en décembre 2010.

## Vie avant son emprisonnement
Avant son emprisonnement, Latimer vivait près de Wilkie, en Saskatchewan, sur une ferme de blé et de canola de 1 280 acres (520 ha)  avec sa femme, Laura, et leurs quatre enfants.

### Vie de sa fille Tracy
Tracy Latimer est née le 23 novembre 1980. Une interruption de l'approvisionnement en oxygène de Tracy pendant la naissance a provoqué une paralysie cérébrale, conduisant à de graves handicaps mentaux et physiques, y compris des crises violentes qui ont été contrôlées avec des médicaments antiépileptiques. Elle avait peu ou pas de contrôle volontaire de ses muscles, portait des couches et ne pouvait ni marcher ni parler. Ses médecins ont qualifié les soins prodigués par sa famille d'excellents.
Le jugement de la Cour suprême de 1997 notait : « Personne ne conteste que Tracy souffrait continuellement ». Dans son témoignage médical, le Dr Dzus, chirurgien orthopédiste de Tracy, a noté que « la chose la plus importante dont je me souvienne de cette visite est de savoir comment Tracy souffrait. Sa mère tenait sa jambe droite dans une position fixe et fléchie, le genou en l'air et chaque fois que vous essayiez de bouger cette jambe, Tracy exprimait de la douleur et criait ». Il a également noté que malgré un hanche luxée depuis de nombreux mois, Tracy ne pouvait pas prendre d'analgésiques car elle prenait des médicaments anti-épileptiques qui, en association avec des analgésiques, pouvaient entraîner de nouvelles crises, des saignements d'estomac, de la constipation, une pneumonie par aspiration. Robert Latimer a signalé que la famille n'était au courant d'aucun médicament autre que le tylenol qui pourrait être administré en toute sécurité à Tracy.
La jugeant trop intrusive, les Latimer n'ont pas souhaité l'insertion d'une sonde d'alimentation, bien que selon le jugement de la Cour suprême de 2001, cela aurait pu permettre l'administration de médicaments contre la douleur plus efficaces et cela aurait pu améliorer sa nutrition et sa santé. Au cours de sa vie, Tracy a subi plusieurs chirurgies, y compris une intervention chirurgicale pour allonger les tendons et relâcher les muscles, et une intervention chirurgicale pour corriger la scoliose dans laquelle des tiges ont été insérées dans son dos.
Tracy a fréquenté l'école régulièrement à Wilkie. Les gens qui ont travaillé avec Tracy dans des foyers de groupe et des écoles ont décrit son sourire, son amour de la musique et sa réaction aux chevaux au cirque. Selon le mémoire du procureur de la Couronne présenté au deuxième procès. Elle a également répondu aux visites de sa famille, souriant et paraissant heureuse de les voir. Il ne fait aucun doute que tout au long de sa vie, Tracy a parfois souffert beaucoup. De plus, la qualité de sa vie était limitée par son grave handicap. 
En octobre 1993, le Dr Dzus a recommandé et programmé une nouvelle chirurgie le 19 novembre 1993, dans l'espoir que cela atténuerait la douleur constante dans la luxation de la hanche de Tracy. Selon l'état de son articulation de la hanche, la procédure aurait pu être une reconstruction de la hanche ou elle aurait pu impliquer l'ablation de la partie supérieure de son os de la cuisse, laissant la jambe reliée à son corps uniquement par les muscles et les nerfs. La période de récupération prévue pour cette chirurgie était d'un an. On a dit aux Latimer que cette procédure causerait de la douleur, et les médecins impliqués ont suggéré qu'une nouvelle intervention chirurgicale serait nécessaire à l'avenir pour soulager la douleur émanant de diverses articulations du corps de Tracy. Le Dr Dzus a rapporté que la douleur post-opératoire peut être incroyable » et a décrit la seule solution utile à court terme étant l'utilisation d'une péridurale pour anesthésier la partie inférieure du corps et aider à soulager la douleur pendant que Tracy était encore à l'hôpital.

### La mort de Tracy
Le 24 octobre 1993, Laura Latimer a retrouvé Tracy morte. Elle était morte sous la garde de son père pendant que le reste de la famille était à l'église. Au début, Latimer a déclaré que Tracy était morte dans son sommeil. Lorsqu'il a été confronté à la police avec des preuves d'autopsie selon lesquelles des niveaux élevés de monoxyde de carbone ont été trouvés dans le sang de Tracy, Latimer a avoué qu'il l'avait tuée en la plaçant dans son camion et en connectant un tuyau du tuyau d'échappement du camion à la cabine. Il a dit qu'il avait également envisagé d'autres méthodes pour tuer Tracy, y compris une overdose de valium et « lui tirer une balle dans la tête ».
Latimer a déclaré que ses actions étaient motivées par l'amour pour Tracy et le désir de mettre fin à sa douleur. Il a décrit les traitements médicaux que Tracy avait subis et devait subir comme des mutilations et des tortures. Avec la combinaison d'une sonde d'alimentation, de tiges dans le dos, de la jambe coupée et tombante et des escarres, comment les gens peuvent-ils dire qu'elle était une petite fille heureuse, demanda Latimer.

## Procès pour meurtre et appels
Latimer a été accusé de meurtre au premier degré, reconnu coupable de meurtre au deuxième degré par un jury et condamné à la réclusion à perpétuité sans possibilité de libération conditionnelle pendant 10 ans. Il a par la suite perdu un appel devant la Cour d'appel de la Saskatchewan . En février 1996, la Cour suprême du Canada a accepté d'entendre un nouvel appel ; et en juin 1996, le premier procureur de la Couronne a été accusé d'avoir tenté d'entraver la justice en altérant le jury. En février 1997, la Cour suprême du Canada a ordonné un nouveau procès pour Latimer en raison des allégations de falsification du jury, qui a débuté le 22 octobre 1997. Latimer a été reconnu coupable de meurtre au deuxième degré. Le deuxième juge de première instance avait conclu qu'une peine de 10 ans accordait à Latimer une exemption constitutionnelle de la peine minimale obligatoire, condamnant Latimer à un an d'emprisonnement suivi d'un an de probation, mais la condamnation initiale a été confirmée par la Cour d'appel de la Saskatchewan et la Cour suprême du Canada.
En 2001, la Cour suprême du Canada a statué que le crime de Latimer ne pouvait être justifié par la défense de nécessité et a conclu que, malgré les circonstances particulières de l'affaire, la longue peine d'emprisonnement infligée à Latimer n'était pas cruelle et inhabituelle, et donc non une violation de l'article 12 de la Charte canadienne des droits et libertés. La Cour a également statué que Latimer ne s'était pas vu refuser le droit à l'annulation par un jury, car ces droits n'existaient pas, et sa peine de prison a donc été confirmée.

## Emprisonnement et libération conditionnelle
Latimer a commencé à purger sa peine le 18 janvier 2001 et a été incarcéré à l'établissement William Head, un établissement à sécurité minimale situé à 30 kilomètres à l'ouest de Victoria, en Colombie-Britannique, sur l'île de Vancouver. En prison, il a terminé la première année d'apprentissage de menuisier et d'électricien. Il a continué à diriger la ferme de sa famille avec l'aide d'un directeur.
Le 5 décembre 2007, Latimer a demandé la semi-liberté à la Commission nationale des libérations conditionnelles de Victoria. Il a dit à la commission des libérations conditionnelles qu'il croyait que tuer sa fille était la bonne chose à faire. Le conseil a rejeté sa demande, affirmant que Latimer n'avait pas développé suffisamment de perspicacité dans ses actions, malgré les rapports psychologiques et de libération conditionnelle qui disaient qu'il présentait un faible risque de récidive à moins qu'il ne soit remis dans la même situation. En janvier 2008, l'avocat Jason Gratl a interjeté appel au nom de Latimer, soutenant qu'en refusant la libération conditionnelle, la commission avait violé ses propres règles en exigeant l'admission d'actes répréhensibles et en ignorant le faible risque de récidive. En février 2008, une commission d'examen a annulé la décision antérieure de la commission des libérations conditionnelles et a accordé à Latimer une semi-liberté en déclarant qu'il y avait un faible risque que Latimer récidive. Latimer a été libéré de la prison de William Head et a commencé sa semi-liberté à Ottawa en mars. À sa libération, il a déclaré qu'il prévoyait de faire pression pour un nouveau procès et pour l'identification des analgésiques que la décision de la Cour suprême de 2001 suggéraient qu'il aurait pu utiliser au lieu de tuer sa fille.
Il a ensuite déménagé à Victoria, où il a dû vivre dans une maison de transition cinq jours par semaine et pouvait vivre dans son propre appartement deux jours par semaine. Il demande des conditions de libération conditionnelle plus souples depuis août 2009. En juillet 2010, la Commission nationale des libérations conditionnelles a rejeté sa demande d'être autorisé à quitter la maison de transition cinq jours par semaine. En août 2010, un appel a été interjeté devant la Cour fédérale du Canada. Le juge Mactavish a ordonné au conseil de réexaminer la demande de Latimer. Le juge a également ordonné à la Commission nationale des libérations conditionnelles d'appliquer les conditions les moins restrictives compatibles avec la protection de la société. Latimer a été évalué comme présentant un faible risque de récidive. En septembre 2010, la commission des libérations conditionnelles a décidé qu'il pouvait s'absenter de sa maison de transition à Victoria cinq jours par semaine, mais qu'il devait s'enregistrer les deux autres jours. Le 29 novembre 2010, Latimer a obtenu la libération conditionnelle totale et cette décision est entrée en vigueur le 6 décembre 2010.

## Débat public
Dans l'affaire Robert Latimer, la mort de Tracy Latimer était revendiquée par M. Latimer comme une euthanasie de l'enfant par son père et un homicide par compassion, mais autant à l'époque qu'aujourd'hui, cela serait considéré comme un meurtre par le Code criminel parce que la possibilité de pratiquer l'euthanasie active est limitée au personnel médical autorisé par la loi. À l'époque où Latimer a tué sa fille, l'euthanasie active était interdite dans tous les cas, mais de nos jours elle n'est autorisée que pour les médecins et infirmiers sur des majeurs dans des circonstances bien définies, donc un membre de la famille ne peut pas lui-même pratiquer l'euthanasie de son enfant sans risquer d'être accusé de meurtre.

### Soutien envers Latimer
Un sondage effectué en 1999 a révélé que 73 % des Canadiens croyaient que Latimer avait agi par compassion et devrait recevoir une peine plus clémente. Le même sondage a révélé que 41 % pensent que le meurtre par compassion devrait être légal. L'éthicien Arthur Schafer a soutenu que Latimer était «la seule personne dans l'histoire canadienne à passer ne serait-ce qu'un seul jour en prison pour un meurtre par compassion» et que la compassion et le bon sens dictaient une réduction de la peine et l'octroi de la libération conditionnelle. Dans le livre The Elements of Moral Philosophy, James Rachels et Stuart Rachels présentent les actions de Latimer avec sympathie.

### Soutien à la condamnation et à la peine de Latimer
De nombreux groupes de défense des droits des personnes handicapées ont obtenu le statut d'intervenant dans l'appel de Latimer à la Cour suprême du Canada, soutenant que tuer un enfant handicapé comme Tracy n'est pas différent de tuer un enfant non handicapé et devrait être passible de la même peine. Agir autrement, ont-ils soutenu, dévaloriserait la vie des personnes handicapées et augmenterait le risque de meurtres supplémentaires de la part de leurs soignants. Des groupes religieux représentant l'Église catholique romaine et l'Alliance évangélique du Canada ont également comparu en tant qu'intervenants dans l'appel de Latimer à la Cour suprême.
La demande de libération conditionnelle de Latimer en 2007 a été rejetée principalement parce qu'il a toujours nié tout acte répréhensible. Le chroniqueur de Maclean's Andrew Coyne a soutenu que la Commission nationale des libérations conditionnelles avait raison de s'attendre à des remords de la part de Latimer, car agir autrement pourrait inspirer d'autres personnes à des actions similaires.

## Documentation
- R c. Latimer, [1997] 1 SCR 217
- R c. Latimer, [2001] 1 SCR 3
- Conseil canadien avec des déficiences. L'éthique en fin de vie
- James Rachels and Stuart Rachels, The Elements of Moral Philosophy' McGraw-Hill, 2009.